# Banting-Medaille
Die Banting-Medaille, englische Bezeichnung Banting Medal for Scientific Achievement Award, ist die höchste von der American Diabetes Association (ADA) vergebene wissenschaftliche Ehrung. Sie wird seit 1941 an Ärzte und Wissenschaftler in Anerkennung herausragender und langjähriger Beiträge zum Verständnis des Diabetes mellitus sowie zur Behandlung und Prävention dieser Erkrankung verliehen.
Die nach dem Mitentdecker des Insulins und Nobelpreisträger Frederick Banting benannte Auszeichnung ist mit 20.000 US-Dollar dotiert und mit einem als Banting Lecture bezeichneten Vortrag des Preisträgers während der wissenschaftlichen Jahrestagung der ADA verbunden. Nominierungen für die Banting-Medaille können durch alle ADA-Fachmitglieder eingereicht werden, die Auswahl des Preisträgers erfolgt durch ein Komitee der Gesellschaft mit Zustimmung durch den Vorstand.
Eine Auszeichnung von ausländischen Ärzten und Wissenschaftlern ist möglich. Für ihre Rolle bei der Entdeckung des Insulins wurde 1946 auch die University of Toronto als Institution mit einer Banting-Medaille geehrt.

## Preisträger
- 1941: Elliott P. Joslin
- 1942: William Muhlberg
- 1943: Fred W. Hipwell
- 1944: Leonard G. Rowntree
- 1946: Bernardo Alberto Houssay, Hans Christian Hagedorn, Robert Daniel Lawrence, Eugene Lindsay Opie, University of Toronto
- 1947: George Henry Alexander Clowes
- 1948: Rollin Turner Woodyatt
- 1949: Herbert M. Evans, Frederick Madison Allen
- 1950: Frank George Young
- 1951: Cyril Norman Hugh Long
- 1952: Robert Russell Bensley
- 1953: Shields Warren, Walter R. Campbell, Andrew Almon Fletcher
- 1954: Henry Hallett Dale
- 1955: Carl Ferdinand Cori, Eugene Floyd DuBois
- 1956: William C. Stadie
- 1957: DeWitt Stetten Jr., John Raymond Murlin
- 1958: Jerome W. Conn, William H. Olmsted
- 1959: George Widmer Thorn, Elexious Thompson Bell
- 1960: Priscilla White, James Collip
- 1961: Rachmiel Levine
- 1962: Albert Baird Hastings
- 1963: Bernardo Alberto Houssay, Garfield G. Duncan
- 1964: Francis Dring Wetherill Lukens, Moses Barron, Joseph Pierre Hoet, Leland S. McKittrick, Peter J. Moloney, David A. Scott, Haim Ernst Wertheimer
- 1965: Solomon Aaron Berson, I. Arthur Mirsky
- 1966: Robert Hardin Williams
- 1967: Alexander Marble
- 1968: Arthur R. Colwell
- 1969: Earl Wilbur Sutherland, Robert L. Jackson
- 1970: Paul Eston Lacy
- 1971: George F. Cahill Jr., William R. Kirtley
- 1972: Dorothy Crowfoot Hodgkin
- 1973: Arnold Lazarow
- 1974: Albert Renold
- 1975: Roger H. Unger
- 1976: Donald F. Steiner
- 1977: David M. Kipnis
- 1978: Stefan S. Fajans
- 1979: Charles Rawlinson Park
- 1980: Norbert Freinkel
- 1981: Lelio Orci
- 1982: Jesse Roth
- 1983: Arthur H. Rubenstein
- 1984: Daniel W. Foster
- 1985: Bjorn Nerup
- 1986: Albert I. Winegrad
- 1987: Joseph Larner
- 1988: Gerald Reaven
- 1989: Ora Rosen
- 1990: Daniel Porte Jr.
- 1991: Mladen Vranic
- 1992: Gian Franco Bottazzo
- 1993: C. Ronald Kahn
- 1994: Philip E. Cryer
- 1995: Franz Matschinsky
- 1996: Peter H. Bennett
- 1997: Alan D. Cherrington
- 1998: Jerrold M. Olefsky
- 1999: Anthony Cerami
- 2000: Michael P. Czech
- 2001: John Denis McGarry
- 2002: Samuel W. Cushman
- 2003: Aldo A. Rossini
- 2004: Michael A. Brownlee
- 2005: Jeffrey Scott Flier
- 2006: Richard N. Bergman
- 2007: Robert Stanley Sherwin
- 2008: Ralph A. DeFronzo
- 2009: George Eisenbarth
- 2010: Robert A. Rizza
- 2011: Barbara E. Corkey
- 2012: Bruce M. Spiegelman
- 2013: Graeme I. Bell
- 2014: Daniel J. Drucker
- 2015: Philipp E. Scherer
- 2016: Barbara E. Kahn
- 2017: Domenico Accili
- 2018: Gerald I. Shulman
- 2019: Stephen P. O’Rahilly
- 2020: Ele Ferrannini
- 2021: Jens J. Holst
- 2022: Frances Ashcroft
- 2023: Matthias Tschöp
- 2024: Rury R. Holman
- 2025: Steven E. Kahn[1]